# Thine Eyes Bleed
Thine Eyes Bleed er et melodisk dødsmetalband fra Ontario, Canada.

## Medlemmer
- Justin Wolfe – Voka
- James Reid – Lead guitar
- Jeff Phillips – Guitar
- Johnny Araya – Bas
- Darryl Stephens – Trommer

## Diskografi
- In the Wake of Separation (2005)

## Trivia
- Johnny Araya er bror til Tom Araya fra thrash metalbandet Slayer.